# Gräneholm
Gräneholm är en ö i Brändö kommun på Åland. Den ligger mellan byn Åvas nordligaste del Bolmö och ön Jurmo.

## Beskrivning
Öns area är 74 hektar och dess största längd är 1,5 kilometer i sydöst-nordvästlig riktning. Landhöjningen har gjort att den tidigare fristående ön Krokholm sammansmällt med Gräneholm. Krokholm utgör nu den nordvästliga delen av Gräneholm. Avståndet till Bolmö i sydväst är 1 kilometer och utgörs av Jurmo strömmen, avståndet till Jurmo fastland i norr är cirka 1 kilometer. I öster breder fjärden Skiftet ut sig.

## Etymologi
Förledet i Gräneholm avser granbestånd. Förledet till den intilligande Tällholm i nordväst avser tallbestånd.